# Państwowe Wytwórnie Uzbrojenia

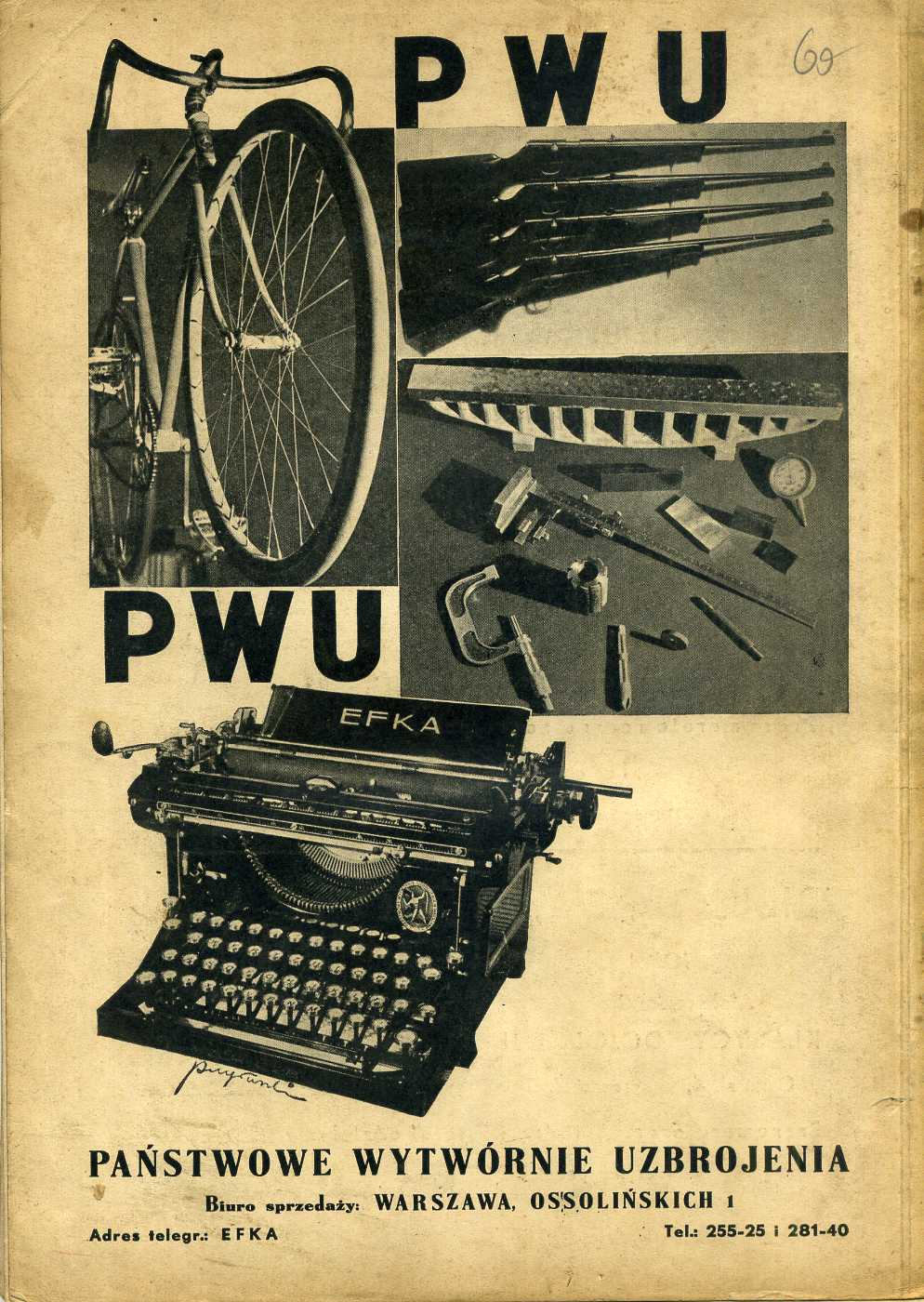
Reklama prasowa Państwowych Wytwórni Uzbrojenia umieszczona na tylnej stronie okładki miesięcznika „Wiedza i Życie” z października 1934

Państwowe Wytwórnie Uzbrojenia (PWU) – polskie przedsiębiorstwo zbrojeniowe z siedzibą w Warszawie, funkcjonujące w latach 1927–1939.

## Opis
Przedsiębiorstwo Państwowe Wytwórnie Uzbrojenia zostało utworzone w roku 1927. Na podstawie rozporządzenia Rady Ministrów z 22 kwietnia 1927 roku (Dz.U. nr 43 poz. 382) zostało wyodrębnione z ogólnej administracji i tym samym uzyskało samodzielną osobowość prawną.
W skład PWU weszły następujące zakłady zbrojeniowe:
- Fabryka Karabinów (FK) w Warszawie,
- Fabryka Broni (FB) w Radomiu,
- Fabryka Amunicji (FA) w Skarżysku,
- Fabryka Sprawdzianów (FS) w Warszawie.

Wytwórnie te przed 1 kwietnia 1927 roku podlegały naczelnej dyrekcji Centralnego Zarządu Wytwórni Wojskowych.
W roku 1937 do przedsiębiorstwa PWU włączono jeszcze:
- Fabrykę Amunicji nr 2 (FA-2) w Dąbrowie-Borze (koło Kraśnika),
- Fabrykę Amunicji nr 5 (FA-5) w Jawidzu (koło Lubartowa).

Do naczelnych władz przedsiębiorstwa należały:
- Rada Administracyjna,
- Dyrekcja,
- Komisja Rewizyjna.

Władze Państwowych Wytwórni Uzbrojenia podlegały ministrowi spraw wojskowych, który w porozumieniu z ministrem skarbu ustalał ich skład. Konkretne kompetencje określał statut przedsiębiorstwa.
Kapitał zakładowy Państwowych Wytwórni Uzbrojenia w roku 1938 wynosił ok. 123,6 mln zł. Ogólne zatrudnienie oscylowało zaś w granicy 12 tysięcy osób.
Po klęsce kampanii wrześniowej w 1939 roku fabryki zbrojeniowe należące do Państwowych Wytwórni Uzbrojenia przejęli Niemcy. W latach 1944–1945 uległy one całkowitemu zniszczeniu.